# Mitrastemon
Mitrastemon je jediný rod čeledi Mitrastemonaceae dvouděložných rostlin z řádu vřesovcotvaré (Ericales). Jsou to nezelené parazitické byliny s redukovanými listy, parazitující na bukovitých dřevinách. Rod zahrnuje pouze 2 druhy, z nichž jeden roste ve východní a jihovýchodní Asii a druhý v tropické Americe.

## Popis
Zástupci rodu Mitrastemon jsou nezelené, parazitické byliny houbovitého vzhledu. Listy jsou přisedlé, šupinovité, vstřícné nebo přeslenité, ve 3 až 24 párech, směrem vzhůru se zvětšují. Kvetoucí prýty jsou krátké, nevětvené a přímé, nesoucí jediný vrcholový květ podepřený nezelenými listeny. Květy jsou oboupohlavné, bledé. Okvětí je vytrvalé, límcovité, čtyřlaločnaté nebo nepravidelně laločnaté. Tyčinek je velmi mnoho a jsou zcela srostlé v uzavřenou trubičku, přičemž přívěsky tyčinek vytvářejí jakousi stříšku nad čnělkou s malým otvorem na vrcholu. Prašníky jsou umístěny v kruhu pod sterilním vrcholem trubičky. Trubička v průběhu růstu semeníku puká a celý útvar opadává. Semeník je svrchní, s jedinou komůrkou s mnoha vajíčky a jednou čnělkou. Plodem je kulovitá, lehce dřevnatá, bobulovitá, podélně pukající tobolka. Semena jsou lepkavá.

## Rozšíření
Rod zahrnuje pouze 2 druhy. Mitrastemon yamamotoi je rozšířen v Asii od jižní Číny, indického Assamu a Japonska přes Indočínu a ostrovy jihovýchodní Asie (Borneo, Sumatra) po Novou Guineu, Mitrastemon matudae v tropické Americe od Mexika po Guatemalu a sz. Kolumbii.
Mitrastemony rostou v horských dubo-kaštanovníkových lesích v nadmořských výských 1400 až 2000 metrů.

## Ekologické interakce
Zástupci rodu Mitrastemon jsou endoparazité, parazitující (asijský a zřejmě i americký druh) na kořenech dřevin z čeledi bukovité (Fagaceae), zejména z rodů dub (Quercus), litokarpus (Lithocarpus), kaštanovec (Castanopsis) a Trigonobalanus. Některá pozorování uvádějí příležitostně i dřeviny z jiných čeledí.
Opylování probíhá různými druhy hmyzu a ptáky. Na Nové Guineji květy vyhledávají strdimilové. Květy produkují nektar. Samoopylení je zabráněno protandrií. Lepkavá semena jsou šířena ptáky a drobnými savci.

## Taxonomie
Oba druhy jsou si blízce příbuzné. Předpokládá se dálkový přenos ptáky.
Rod Mitrastemon byl v minulosti řazen do čeledi Rafflesiaceae, od níž se odlišuje především oboupohlavnými květy. V systému APG I i APG II je řazen do samostatné čeledi s nejasným zařazením. V APG III, publikovaném v roce 2009, je tato čeleď zařazena do řádu vřesovcotvaré (Ericales) do blízkosti čeledi čajovníkovité (Theales).
Jisté nejasnosti panují v rodovém jménu, Makino publikoval v roce 1909 ve stejném díle tokijského Botanical Magazine jméno Mitrastemma, i Mitrastemon. Mimo to se lze setkat i s tvarem Mitrastema, takové jméno ovšem nebylo publikováno.

## Druhy
- Mitrastemon matudae
- Mitrastemon yamamotoi